# Aldenhoven
Aldenhoven is een plaats en gemeente in de Duitse deelstaat Noordrijn-Westfalen, gelegen in de Kreis Düren. Aldenhoven telt 13.787 inwoners (31 december 2020) op een oppervlakte van 44,14 km².

## Geboren
- Reinhold Yabo (1992), voetballer

## Plaatsen in de gemeente Aldenhoven
- Aldenhoven met Pützdorf
- Dürboslar
- Engelsdorf
- Freialdenhoven
- Neu Pattern
- Niedermerz met Hausen en Langweiler
- Schleiden
- Siersdorf

## Foto's

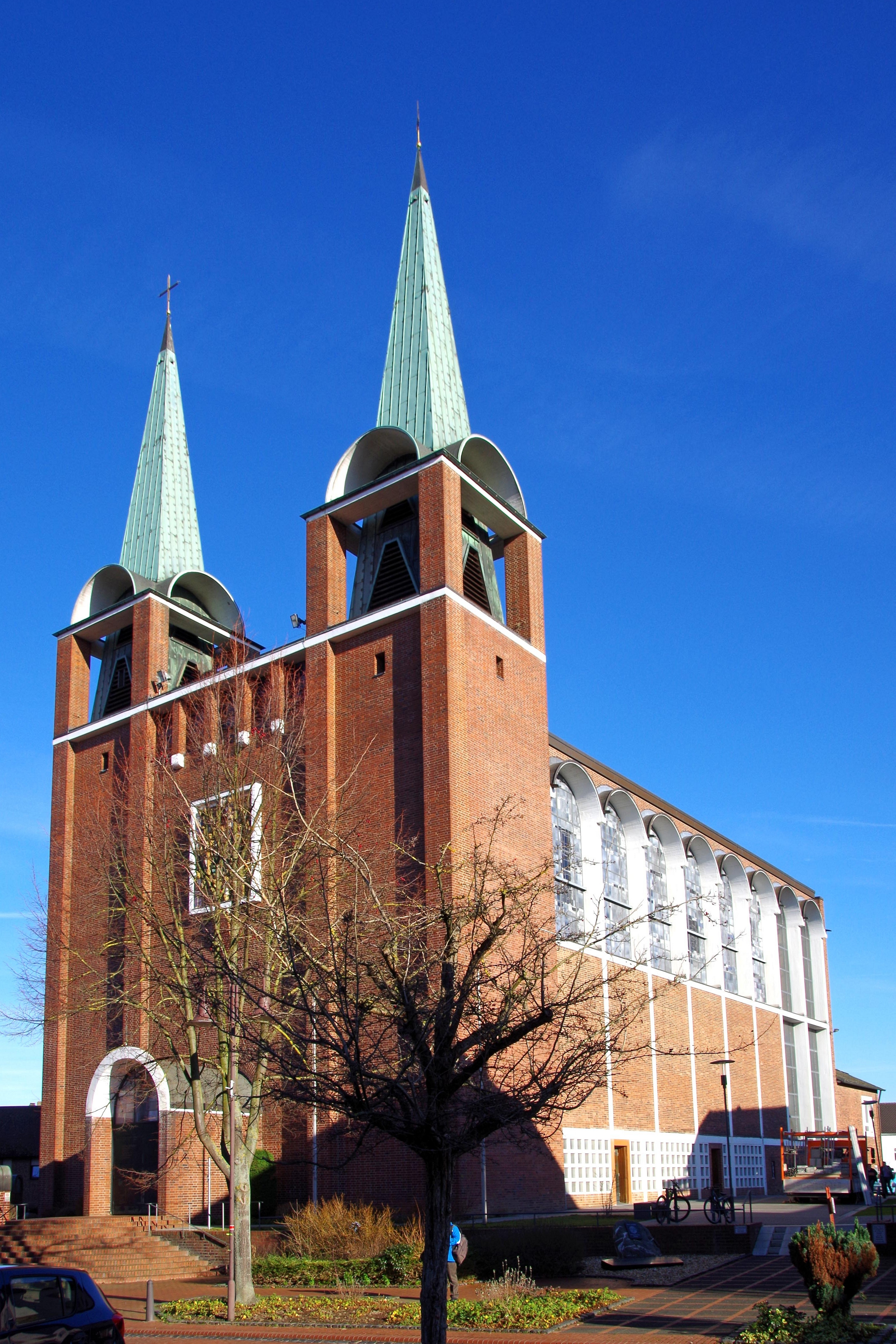
Aldenhoven, kerk
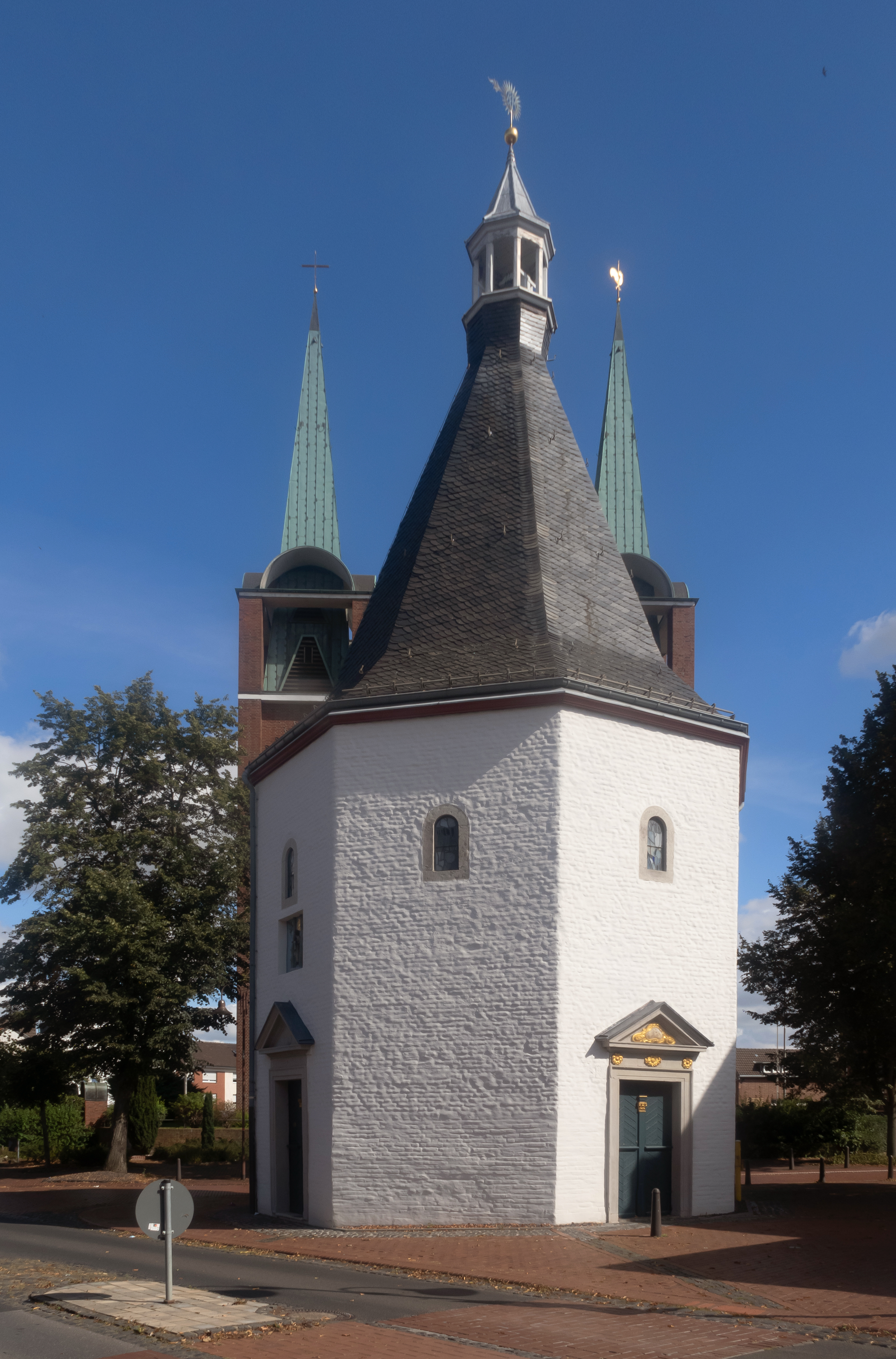
Aldenhoven, kapel

Aldenhoven · Düren · Heimbach · Hürtgenwald · 
Inden · Jülich · Kreuzau · Langerwehe · Linnich · Merzenich · Nideggen · Niederzier · Nörvenich · Titz · Vettweiß